# 금정버스
금정버스는 부산광역시 동래구에 있는 마을버스 운송업체이다.

## 차고지
- 부산광역시 동래구 금정마을로 4 (온천동) (본사)

## 운행 노선
- 동래구3번 (금정마을 ~ 동래역)

## 보유 차량
- 현대자동차: 뉴 카운티